# Большая ромбовидная мышца
Большая ромбовидная мышца (лат. musculus rhomboideus major) — располагается под трапециевидной мышцей между лопатками, имея вид ромбической пластинки.
Начинается от остистых отростков 4 верхних грудных позвонков. Пучки идут латерально и книзу, прикрепляются к медиальному краю лопатки книзу от ости лопатки (лат. spinae scapulae).

## Функция
Частично приподнимает лопатку, приводя её к срединной линии. Сокращение нижней части вращает лопатку нижним углом внутрь.